# Kronene i Håvet
I juni 1704 besøgte daværende kong Frederik 4. Kongsberg, og startede en skik som forsætter den dag i dag; at indhugge de norske kongers monogrammer i "Håvet". Kong Frederik indhuggede også monogrammer fra tidligere tiders kongebesøg. 
Det første monogram i fjeldsiden tilhører selvsagt Christian 4. som i 1624 ville tage de nyopdagede sølvforekomster nærmere i øjesyn og derefter grundlagde Kongsberg. Derefter følger Frederik 3. (1648) og Christian 5. (1685). 
Efter Frederik 4. følger Christian 6. og hans dronning Sofie Magdalene (1733), Frederik 5. (1749), Oscar 1. (1845), Oscar 2. (1890), Haakon 7. (1908), Olav 5. (1962) og til slut Harald 5. (1995).

Under monogrammene står følgende inskription:
Her hvor vildsom ørk har været

og sig grumme Dyr har næret

Nu et Guds skatkammer findes

Hvor Den ædle sølvertz vindes

Norge derved staar i Blomster

Kongen ogsaa har Indkomster

Sex af Konger har erfaret

Hvilken Skat her er bevaret?

## Ekstern henvisning
- Info om Kronene i Håvet på Kongsberg kommunes hjemmeside